# Papa Calixt I
Papa Calixt I (n.  ?, Roma, Italia – d. 222 d.Hr., Roma, Imperiul Roman) a deținut funcția papală în perioada anilor 218 – 222.

## Viața
După o viață dezordonată, timp în care a și fost condamnat la muncile silnice din minele sarde, a devenit diacon și consilier al papei Zefirin, căruia i-a succedat în pontificat.
Alegerea lui însă a fost contestată. Un grup de dezidenți l-a susținut pe prezbiterul Hippolyt (care printre altele este și singura sursă despre viața acestui papă), care și el a fost ales episcop al Romei și a devenit astfel primul antipapă al istoriei bisericii, dar mai apoi a murit, și el, martir și sfânt.
În disputa dintre Calixt și Hippolyt au fost discutate probleme disciplinare și cristologice. Papa, deși excomunicase pe cel mai mare exponent al modalismului, pe Sabelius, urma o cale de mijloc între doctrina modalistă și cea a lui Hippolyt. Această cale de mijloc i-a și adus acuza de modalism din partea lui Hippolyt. În privința problemei disciplinare, papa considera Biserica drept comunitatea care oferă tuturor păcătoșilor posibilitatea reconcilierii și aceasta în contradicție cu criteriile rigoriste ale lui Hippolyt.
Nu sunt date sigure că Papa Calixt I ar fi murit ca martir – în sensul de persecutat pentru credință. Este mai probabil să fi fost ucis în timpul unei răzmerițe populare.
A fost înmormântat pe via Aurelia, în cimitirul Calepodius, unde – mormântul său împodobit mai târziu cu fresce – a fost descoperit  în 1960.
Papa Calixt I este sărbătorit pe 14 octombrie.

## Memoria
Papa Calixt este ctitorul Bazilicii Santa Maria in Trastevere (sec. al III-lea), unde este reprezentat în mozaicul absidei.
Catacomba Sfântului Calixt îi poartă numele.